# دوك شنايدر
دوك شنايدر (بالإنجليزية: Doc Schneider)‏ هو لاعب اللاكروس أمريكي، ولد في 25 أبريل 1987 في ماسابيكوا في الولايات المتحدة.